# Bernard Kokowski
Bernard Józef Kokowski (ur. 8 marca 1936 w Krajence, zm. 14 lutego 2003) – polski działacz partyjny i samorządowy, przedsiębiorca, w latach 1973–1981 przewodniczący Prezydium Miejskiej Rady Narodowej w Koszalinie i prezydent Koszalina.

## Życiorys
Syn Bernarda i Heleny. W 1962 wstąpił do Polskiej Zjednoczonej Partii Robotniczej. Do 1973 przewodniczył Prezydium Powiatowej Rady Narodowej w Wałczu. 9 listopada 1973 przeszedł na stanowisko przewodniczącego Prezydium Miejskiej Rady Narodowej w Koszalinie, w kolejnym miesiącu przekształcone w funkcję prezydenta miasta. Od października 1975 członek egzekutywy Komitetu Miejskiego PZPR w Koszalinie. W trakcie jego kadencji w mieście odbyły się Centralne Dożynki (6–7 września 1975), a także wybudowano liczne drogi oraz budynki Wojewódzkiej i Miejskiej Biblioteki Publicznej. Odwołany ze stanowiska 21 kwietnia 1981 ze względu na zarzuty korupcji i nieprawidłowego wydatkowania środków. Został osadzony w areszcie, znalazł się na liście osób przeznaczonych do internowania po wprowadzeniu stanu wojennego 13 grudnia 1981. Został prawomocnie skazany w sprawie korupcyjnej i spędził kilka lat w więzieniu. W III RP zajął się prowadzeniem działalności gospodarczej razem z synami, zasiadał także w organach innych spółek. Należał do założycieli Stowarzyszenia Przyjaciół Koszalina.
Został pochowany na Cmentarzu Komunalnym w Koszalinie (kwatera R 13, rząd 7, grób 2).